# 1918 год в спорте
Список 1918 год в спорте перечисляет спортивные события, произошедшие в 1918 году.

## Россия

### Футбол
1918 год – стал годом первого большого футбольного сезона в истории Советского спорта. Считается, что именно с 1918 года пошёл отсчёт истории Советского футбола.
В России шла Гражданская война. Поэтому на «традиционный матч» с командой Москвы многие игроки петроградской сборной прибыли прямо с военного фронта.
Первый матч 1918 года состоялся 14 октября в Москве. По результатам матча, питерцы уступили москвичам со счётом 1:9, а в предыдущей товарищеской игре с клубом ЗКС, чемпионом Москвы, победили – 3:1.
В 1918 году основными «грандами»  двух столиц были клубы: ЗКС, СКЗ, ОЛЛС, КФС, КСО, «Новогиреево», «Коломяги», «Спорт».
- Созданы клубы:
  - «Днепр» (Днепропетровск);
  - «Зенит» (Пенза);

## Международные события

### Футбол
- Финал Кубка Франции по футболу 1918;
- Чемпионат Исландии по футболу 1918;
- Чемпионат Северной Ирландии по футболу 1917/1918;
- Чемпионат Северной Ирландии по футболу 1918/1919;
- Чемпионат Уругвая по футболу 1918;
- Созданы клубы:
  - «Днепр»
  - «Аликанте»;
  - «Бангор»;
  - «Ботафого» (Рибейран-Прету);
  - «Дарем Сити»;
  - «Де Кеннемерс»;
  - «Докса» (Драма);
  - «Институто»;
  - «Любляна»;
  - «Ранкорн»;
  - «Рёуфосс»;
  - «Сандвикен»;
  - «Саудаль Депортиво»;
  - «Спартак» (Варна);
  - «Триестина»;
  - «Форталеза»;
  - «Хенераль Кабальеро» (Асунсьон)

### Хоккей с шайбой
- НХЛ в сезоне 1917/1918;
- НХЛ в сезоне 1918/1919;
- Расформирован клуб «Монреаль Уондерерз»;

## Персоналии

### Родились
- 01 января — Иван Андреевич Степанчонок, советский легкоатлет и тренер († 1982). 4-кратный чемпион СССР в беге на 110 м с барьерами (1937—1943).
- 22 февраля — Сид Абель, канадский профессиональный хоккеист и тренер († 2000). С 1969 года занесён в Зал хоккейной славы.
- 26 апреля — Фанни Бланкерс-Кун, нидерландская четырёхкратная олимпийская чемпионка и пятикратная чемпионка Европы († 2004).
- 13 июня — Джек Гарфинкель, американский профессиональный баскетболист, завершивший карьеру. Чемпион АБЛ в сезоне 1944/1945 годов и чемпион НБЛ в сезоне 1945/1946 годов.
- 10 декабря — Анатолий Владимирович Тарасов, советский хоккеист, футболист и тренер († 1995). Заслуженный тренер СССР.